# سئو یئونگ یون
سئو یئونگ یون (به انگلیسی: Seo Yeong-eun) (به کره ای: 서영은؛ زاده ۱۸ مه ۱۹۴۳) نویسنده اهل کره جنوبی است.

## زندگی
سئو که در گانگ‌نئونگ، گانگوون‌دو به دنیا آمد، در سال ۱۹۶۱ از مدرسه تربیت معلم Gangneung فارغ‌التحصیل شد. در سال ۱۹۶۸ داستان کوتاه او به نام «پل» (گیو) توسط انتشارات «دنیای افکار» (Sasangye) پذیرفته شد. او همچنین به عنوان ویراستار ادبیات و اندیشه (Munhaksasang) و گزارش برای ادبیات کره ای (Hanguk munhak) تحت سردبیری لی مونگو کار کرد. در سال ۱۹۸۳، او رمانی به نام «دیگری دور» منتشر کرد که برنده جایزه ادبی یی سانگ شد.

## ترجمه
- پیاده‌روی در کوهستان

## به زبان کره ای
مجموعه داستان‌های کوتاه
- چگونه از یک صحرا عبور کنیم (۱۹۷۷)
- جشنواره گوشت و استخوان (Sal gwa ppyeoui chukje, 1978)
- تگر، تگر (۱۹۸۱)
- پر طلایی (Hwanggeum gitteol، ۱۹۸۴)
- پایان رودخانه (Gangmurui kkeut، ۱۹۸۴)
- پنجره ای با نردبان (Sadariga noin chang, 1990)
- از جاده تا اقیانوس ساید (Gireseo badatkaro، ۱۹۹۲)
- از جاده رؤیایی تا جاده رؤیایی (Kkumgireseo kkeumgillo، ۱۹۹۵).

## جوایز
- جایزه ادبیات یی سانگ برای داستان کوتاه «دیگری دور» (۱۹۸۳)
- جایزه ادبی یونام برای پنجره ای با نردبان (۱۹۹۰)